# 本山 (佛教)
本山（日语：／ honzan */?）是日本佛教用語，指於特定佛教宗派内，被賦予特別地位的寺院，等同為該宗派的大本營或根據地。
其中分別有：總本山、大本山、別格本山、本山這幾個不同地位區別，不同宗派各自的用法會有所差異，亦有完全不使用者。
另外，在日本亦時有用於形容佛教以外的宗教，例如「（梵蒂岡是天主教的總本山……）」這樣的使用。
台灣佛教亦有此用語，如法鼓山、佛光山和靈鷲山等。
在台灣民間信仰中，北港朝天宮在日治時期被稱為「全島媽祖的總本山」
。

## 起源
進入江戶時代後，對淨土真宗感到棘手的幕府，為統制宗教而實行本山、末寺制度（本末制度）。1632年，德川家光命令以心崇传向各宗派要求“本末帐”，次年各宗完成了对各自所管辖的末寺的统计而完成了末帐，最终确立了本山末寺制度。各本山必須負責管制其末寺，幕府只需通過對各宗派本山的統制，即可以達到統制佛教界全體的效果。

## 大本山寺院一覽
日本的傳統佛教宗派（指近世以前成立），在第二次大戰以前公認13宗56派。13宗指奈良佛教系的3宗（法相宗、華嚴宗、律宗）、平安時代初期成立的天台宗和真言宗、平安時代後期到鎌倉時代成立的淨土教系4宗（融通念佛宗、淨土宗、淨土真宗、時宗）、禪宗系2宗（臨濟宗、曹洞宗）和日蓮宗、近世初期成立的禪宗系的黃檗宗。戰時體制下，宗教團體法（1939年公布、1940年施行）施行，為了宗教統制，進行宗派統合，過去的56派整理成28派。1945年（昭和20年），宗教團體法廢止以後，許多過去的宗派重新復活，同時從既成的宗派分離產生許多新教團。

### 華嚴宗
- 大本山東大寺（奈良縣奈良市）

### 法相宗
- 大本山藥師寺（奈良市）
- 大本山興福寺（奈良市）

從法相宗分離獨立的新宗派
- 聖德宗 總本山法隆寺（奈良縣生駒郡斑鳩町）
- 北法相宗 大本山清水寺（京都府京都市東山區）

### 律宗
- 總本山唐招提寺（奈良市）
- 大本山壬生寺（京都市中京區）

### 天台宗
- 總本山延曆寺

天台系之宗派和從天台宗分離獨立的新宗派
- 天台寺門宗 總本山園城寺（滋賀縣大津市）
- 天台真盛宗 總本山西教寺（大津市）
- 本山修驗宗 總本山聖護院（京都市左京區）
- 金峯山修驗本宗 總本山金峯山寺（奈良縣吉野郡吉野町）
- 羽黑山修驗本宗 本山荒澤寺（山形縣鶴岡市羽黑町）
- 和宗 總本山四天王寺（大阪府大阪市天王寺區）
- 粉河觀音宗 總本山粉河寺（和歌山縣紀之川市）
- 鞍馬弘教 總本山鞍馬寺（京都市左京區）
- 聖觀音宗 總本山淺草寺（東京都台東區）

### 真言宗
真言宗十八本山
- 高野山真言宗 總本山金剛峯寺（和歌山縣伊都郡高野町）
- 真言宗醍醐派 總本山醍醐寺（京都市伏見區）
- 東寺真言宗 總本山東寺（教王護國寺）（京都市南區）
- 真言宗泉涌寺派 總本山泉涌寺（京都市東山區）
- 真言宗山階派 大本山勸修寺（京都市山科區）
- 真言宗御室派 總本山仁和寺（京都市右京區）
- 真言宗大覺寺派 大本山大覺寺（京都市右京區）
- 真言宗善通寺派 總本山善通寺（香川縣善通寺市）
- 真言宗善通寺派 大本山隨心院（京都市山科區）
- 真言宗智山派 總本山智積院（京都市東山區）
- 真言宗豐山派 總本山長谷寺（奈良縣櫻井市）
- 新義真言宗 總本山根來寺（和歌山縣岩出市）
- 真言宗須磨寺派 大本山須磨寺（福祥寺）（神戶市須磨區）
- 信貴山真言宗 總本山朝護孫子寺（奈良縣生駒郡平群町）
- 真言三寶宗 大本山清荒神清澄寺（兵庫縣寶塚市）
- 真言宗中山寺派 大本山中山寺（兵庫縣寶塚市）
- 真言律宗 總本山西大寺（奈良市）
- 真言律宗 大本山寶山寺（奈良縣生駒市）

其他
- 真言宗御室派 大本山金剛寺（大阪府河內長野市）
- 真言宗善通寺派 大本山彌谷寺（香川縣三豐市）
- 真言宗犬鳴派 大本山七寶瀧寺（大阪府泉佐野市）
- 真言宗室生寺派 大本山室生寺（奈良縣宇陀市）

### 淨土宗
- 總本山知恩院（京都市東山區）
- 大本山增上寺（東京都港區）
- 大本山光明寺（神奈川縣鎌倉市）
- 大本山善光寺大本願（長野縣長野市）
- 大本山金戒光明寺（京都市左京區）
- 大本山知恩寺（京都市左京區）
- 大本山清淨華院（京都市上京區）
- 大本山善導寺（福岡縣久留米市）
- 本山蓮華寺（滋賀縣米原市）
- 淨土宗捨世派 本山一心院（京都市東山區）
- 淨土宗西山深草派 總本山誓願寺（京都市中京區）
- 淨土宗西山禪林寺派 總本山禪林寺（京都市左京區）
- 西山淨土宗 總本山光明寺（京都府長岡京市）

### 淨土真宗
真宗十派
- 淨土真宗本願寺派 本山西本願寺（正式名稱 - 本願寺）（京都市下京區）
- 真宗大谷派 本山東本願寺（正式名稱 - 真宗本廟）（京都市下京區）
- 真宗高田派 本山專修寺（三重縣津市）
- 真宗佛光寺派 本山佛光寺（京都市下京區）
- 真宗興正派 本山興正寺（京都市下京區）
- 真宗木辺派 本山錦織寺（滋賀縣野洲市）
- 真宗出雲路派 本山毫攝寺（福井縣越前市）
- 真宗誠照寺派 本山誠照寺（福井縣鯖江市）
- 真宗三門徒派 本山專照寺（福井縣福井市）
- 真宗山元派 本山證誠寺（福井縣鯖江市）

真宗十派以外
- 真宗淨興寺派 本山淨興寺（新潟縣上越市）
- 淨土真宗東本願寺派 本山東本願寺（東京都台東區）

### 時宗
- 總本山清淨光寺（神奈川縣藤澤市）

### 融通念佛宗
- 總本山大念佛寺（大阪市平野區）

### 臨濟宗
- 臨濟宗妙心寺派 大本山妙心寺（京都市右京區）
- 臨濟宗建長寺派 大本山建長寺（鎌倉市）
- 臨濟宗圓覺寺派 大本山圓覺寺（鎌倉市）
- 臨濟宗南禪寺派 大本山南禪寺（京都市左京區）
- 臨濟宗方廣寺派 大本山方廣寺（靜岡縣濱松市北區）
- 臨濟宗永源寺派 大本山永源寺（滋賀縣東近江市）
- 臨濟宗佛通寺派 大本山佛通寺（廣島縣三原市）
- 臨濟宗東福寺派 大本山東福寺（京都市東山區）
- 臨濟宗相國寺派 大本山相國寺（京都市上京區）
- 臨濟宗建仁寺派 大本山建仁寺（京都市東山區）
- 臨濟宗天龍寺派 大本山天龍寺（京都市右京區）
- 臨濟宗向嶽寺派 大本山向嶽寺（山梨縣甲州市）
- 臨濟宗大德寺派 大本山大德寺（京都市北區）
- 臨濟宗國泰寺派 大本山國泰寺（富山縣高岡市）
- 臨濟宗興聖寺派 大本山興聖寺（京都市上京區）

### 曹洞宗
- 大本山永平寺（福井縣永平寺町）
- 大本山總持寺（横濱市鶴見區）

### 黃檗宗
- 大本山 黃檗山萬福寺（京都府宇治市）

### 日蓮宗・法華系佛教
- 日蓮宗 祖山久遠寺（山梨縣南巨摩郡身延町）

日蓮宗大本山
- 誕生寺（千葉縣鴨川市）
- 清澄寺（千葉縣鴨川市）
- 法華經寺（千葉縣市川市）
- 北山本門寺（靜岡縣富士宮市）
- 池上本門寺（東京都大田區）
- 妙顯寺（京都市上京區）
- 本圀寺（京都市山科區）

法華系佛教諸宗派
- 顯本法華宗 總本山妙滿寺（京都市左京區）
- 日蓮宗不受不施派 祖山妙覺寺（岡山縣岡山市）
- 日蓮正宗 總本山大石寺（靜岡縣富士宮市）
- 日蓮本宗 本山要法寺（京都市左京區）
- 不受不施日蓮講門宗 本山本覺寺（岡山市）
- 法華宗真門流 總本山本隆寺（京都市上京區）
- 法華宗陣門流 總本山本成寺（新潟縣三条市）
- 法華宗本門流 大本山光長寺（靜岡縣沼津市）・鷲山寺（千葉縣茂原市）・本興寺（兵庫縣尼崎市）･本能寺（京都市中京區）
- 本門佛立宗 大本山宥清寺（京都市上京區）
- 本門法華宗 大本山妙蓮寺（京都市上京區）

### 修驗道
参照天台宗和真言宗醍醐派。